# FK Vilnius
Der FK Vilnius ist ein litauischer Fußballverein aus der Hauptstadt Vilnius. Die Vereinsfarben sind Rot-Weiß.

## Geschichte
Der Verein wurde im Januar 2019 unter dem Namen Viešoji įstaiga – futbolo klubas „Vilnius“  gegründet und trat 2019 erstmals in der Pirma lyga an.
Der Verein hat die Mannschaft der Baltijos Futbolo Akademija (BFA) aufgenommen, mit deren Lizenz der neue Verein nun auch in der 1 Lyga spielberechtigt ist.

## Platzierungen
| Saisons | Div. | Līga       | Platz | @           |
| ------- | ---- | ---------- | ----- | ----------- |
| 2019    | 2.   | Pirma lyga | 4.    | [ 6 ] [ 7 ] |

## Trainer
- Igoris Morinas (2019.)